# Virginia Manufactory of Arms

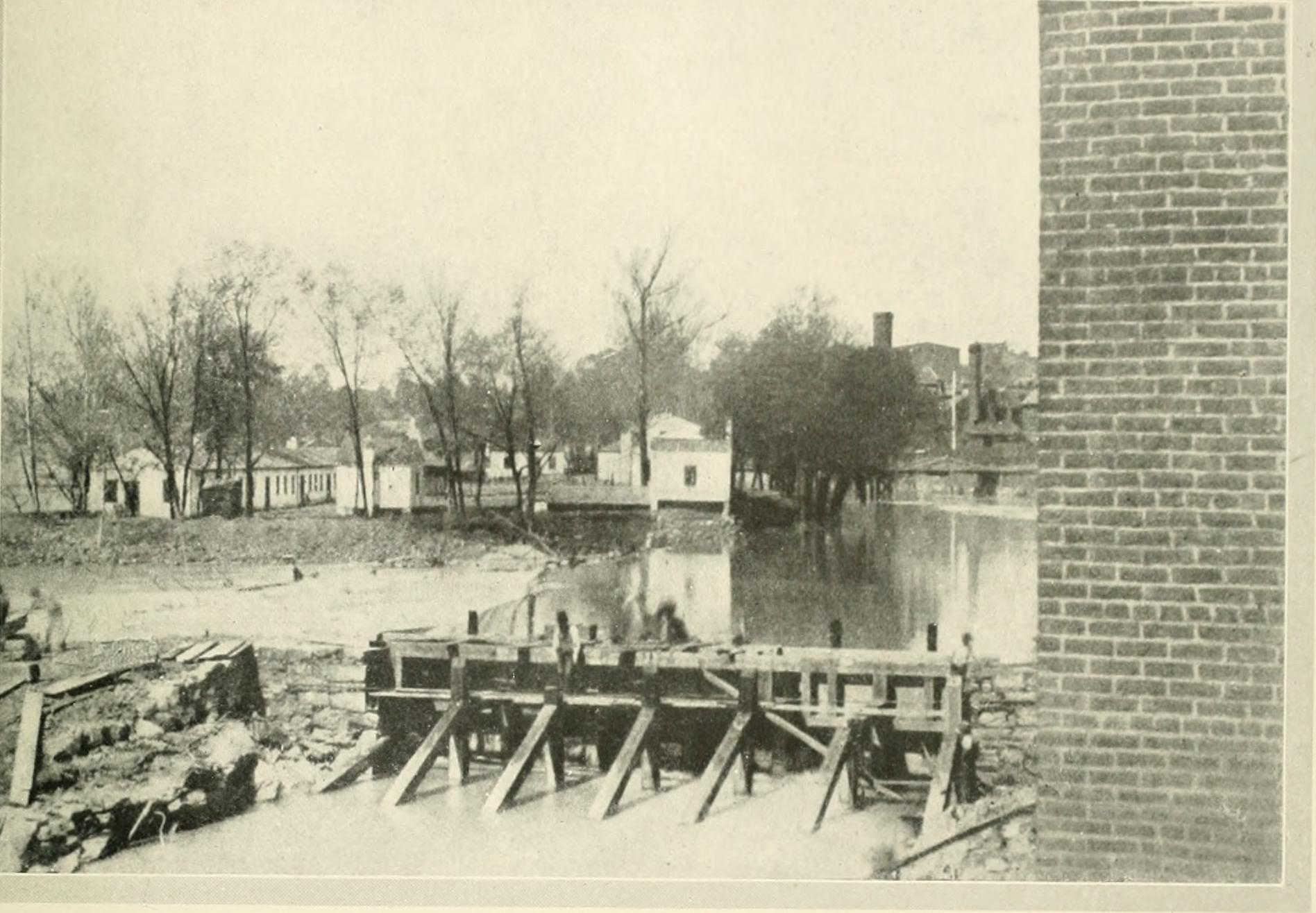
Vista do "Laboratory for Small Ammunition", parte da Virginia Manufactory of Arms, antes de ser destruído.

A Virginia Manufactory of Arms (em português: Fábrica de Armas da Virgínia), era uma fabricante estatal de armas de fogo e arsenal, localizada no que hoje é Richmond, Virginia. Foi estabelecida pela "Commonwealth of Virginia" em 1798 para fornecer à milícia da Virgínia, armas de fogo e itens relacionados, como espadas e baionetas. A fábrica operou originalmente de 1802 ou 1803 até 1821.
Em 1861, no início da Guerra Civil Americana, as instalações foram revigoradas e revividas como Richmond Armory (ou Richmond Arsenal), e operadas até sua destruição no incêndio de evacuação em abril de 1865.

## Histórico, características e atuação

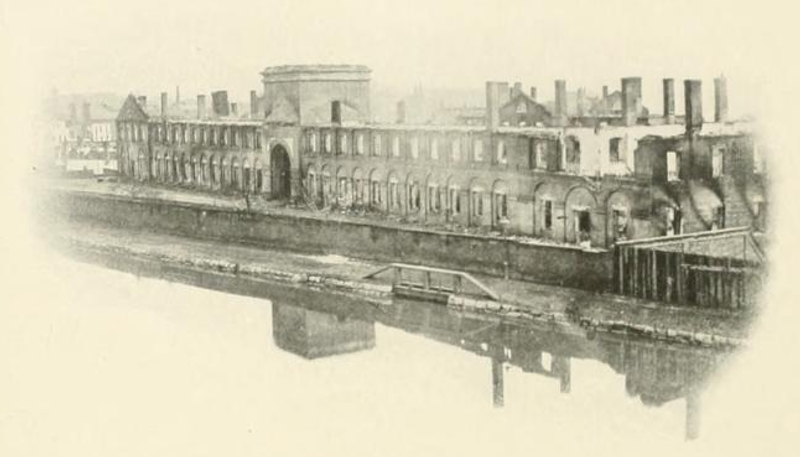
Ruínas do Richmond Arsenal.

Em 23 de janeiro de 1798, um ato da Assembleia Geral da Virgínia estabeleceu a Virginia Manufactory of Arms para garantir um fornecimento confiável de armamentos para a milícia estadual. Em 1821, quando a produção cessou, outras fontes confiáveis de armas de fogo existiam, e a Assembleia Geral sentiu que a produção no arsenal não era mais necessária, embora mantivesse sua função de armazenamento.
Durante esse período de aproximadamente duas décadas, de 1802 a 1821, a Virginia Manufactory produziu uma variedade de armas, incluindo cerca de 4.000 pistolas, 58.000 mosquetes e 2.000 rifles, todos de pederneira, além de cerca de 10.000 sabres e 300 canhões.
Essas armas eram identificadas com a gravação: "Virginia Manufactory".
E entre elas destacaram-se as seguintes:
- "Virginia Manufactory Model 1797 Percussion Conversion Musket"[6]
- "Virginia Manufactory Pistol 1st Model" (1808)[7] e 2nd Model (1812),[8]
- "Virginia Manufactory 1808 Contract Flintlock Rifle"[9]
- "Virginia Manufactory 1812 Contract Flintlock Rifle"[10]
- "Virginia Manufactory Second Model Flintlclock Musket" (1815)[11]
- "Virginia Manufactory Model 1816 Flintlock Musket" (1st Model[12] e 2nd Model[13])
- "Virginia Manufactory Model 1819 Percussion Conversion Musket"[14]

Algumas das armas produzidas pela Virginia Manufactory
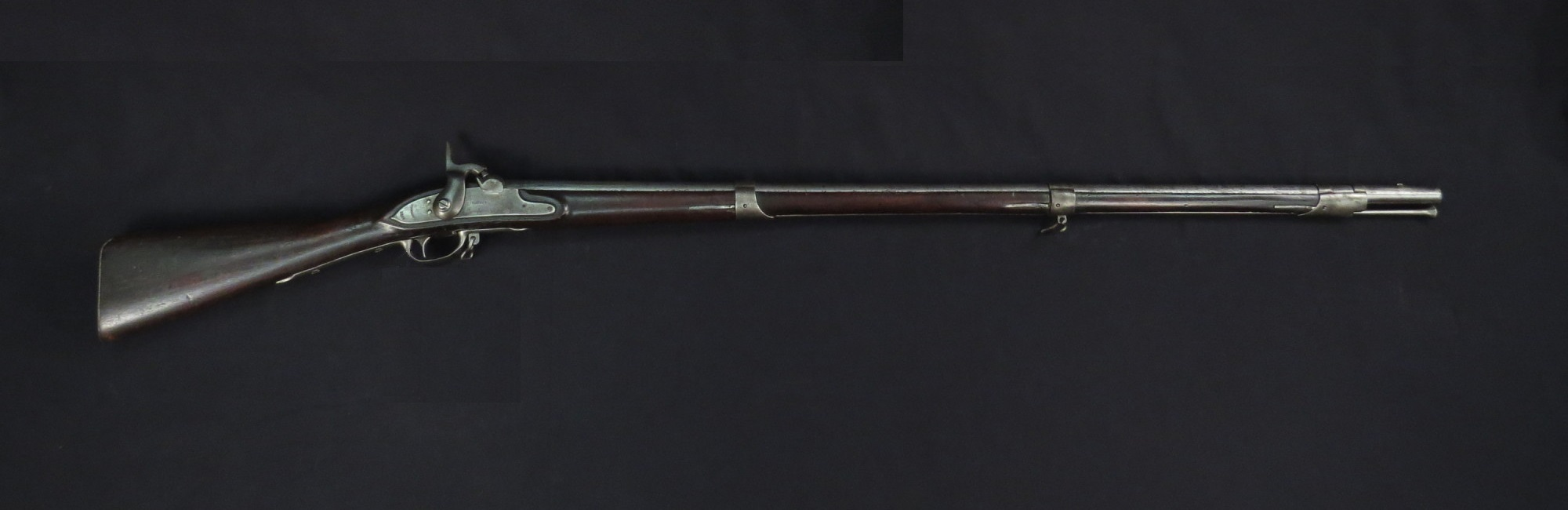
1797 Percussion Conversion Musket
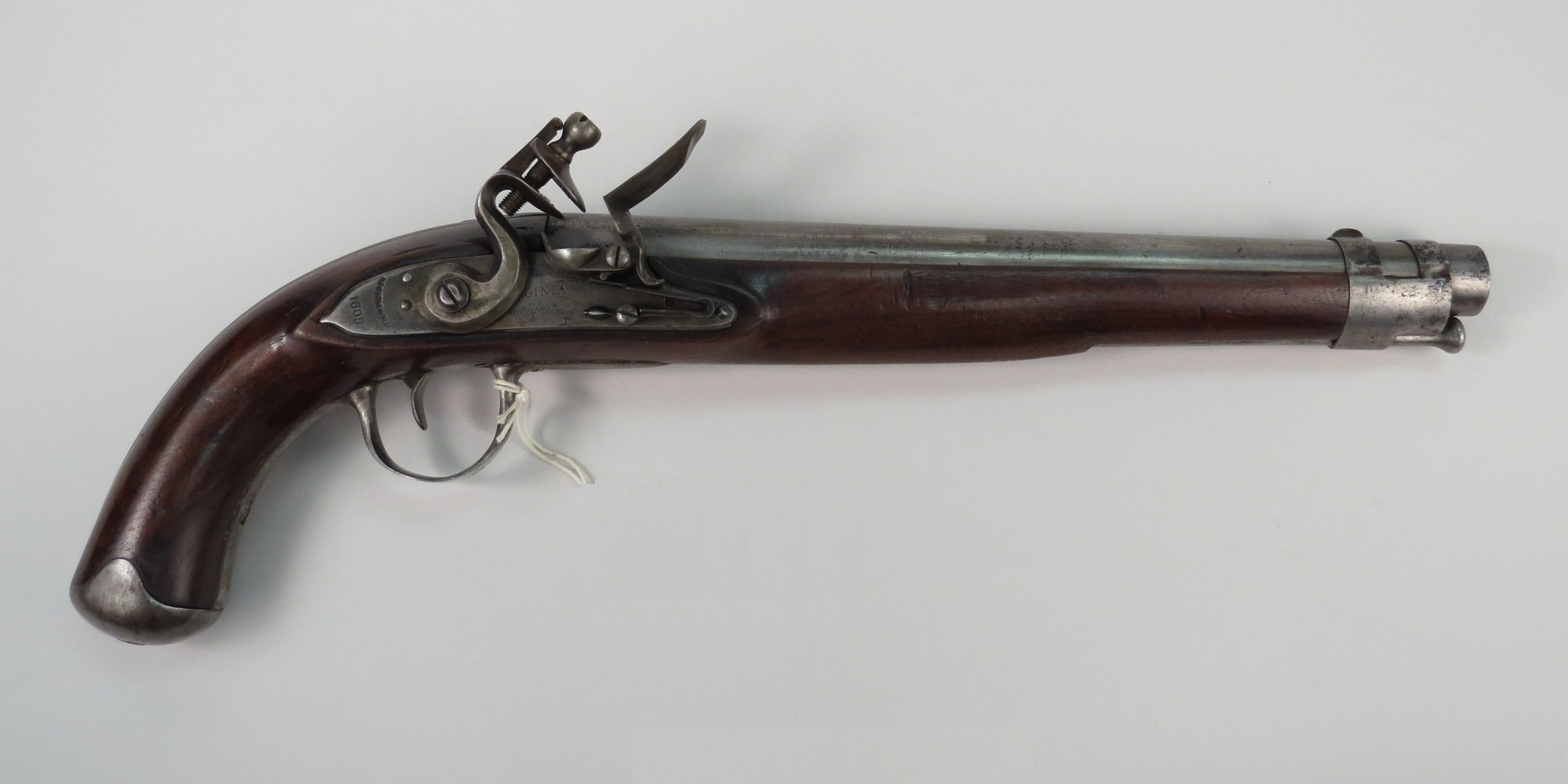
Pistol 1st Model (1808)
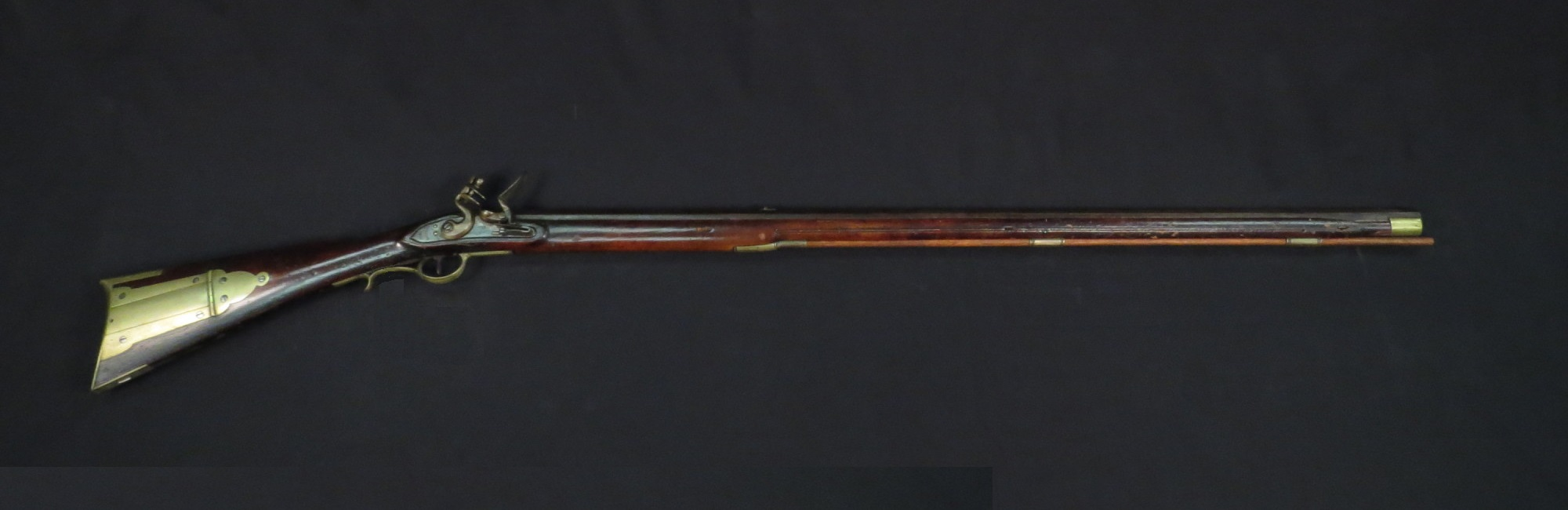
1808 Contract Flintlock Rifle
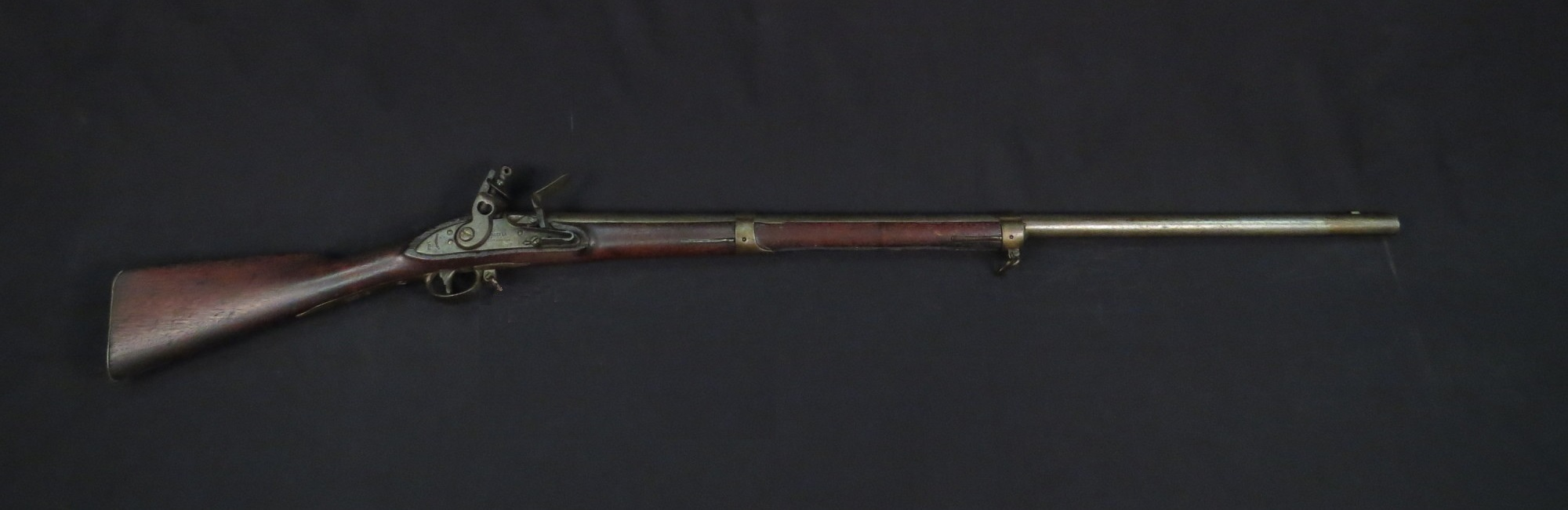
Second Model Flintlclock Musket (1815)
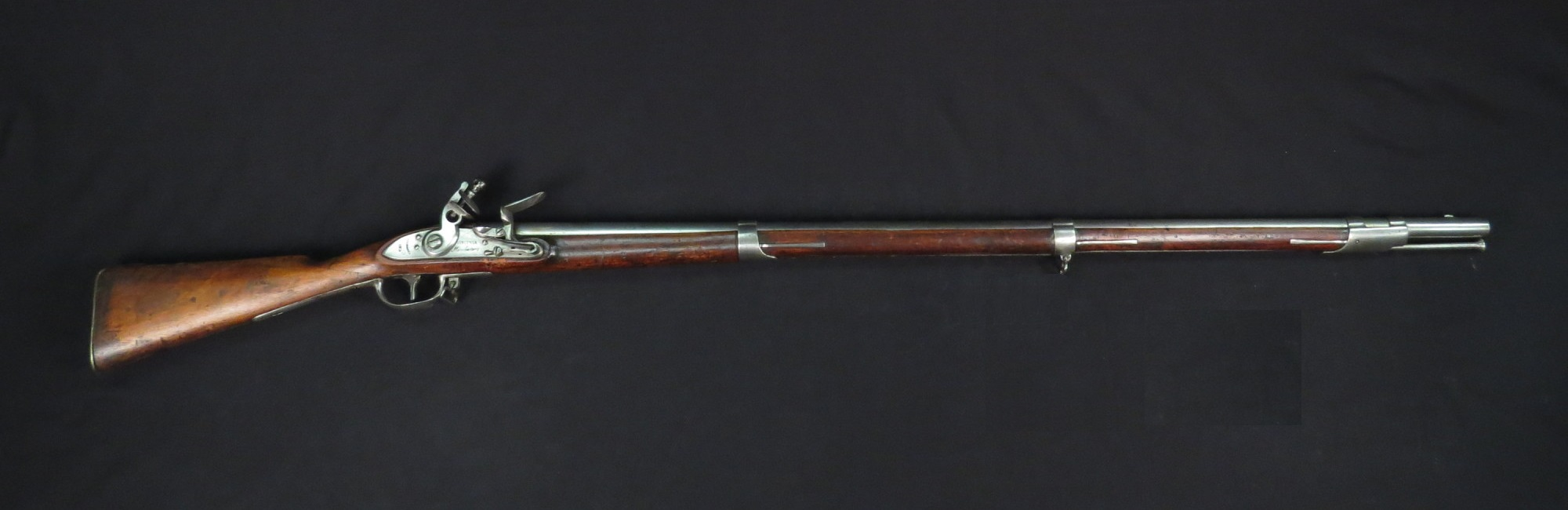
1816 Flintlock Musket 1st Model
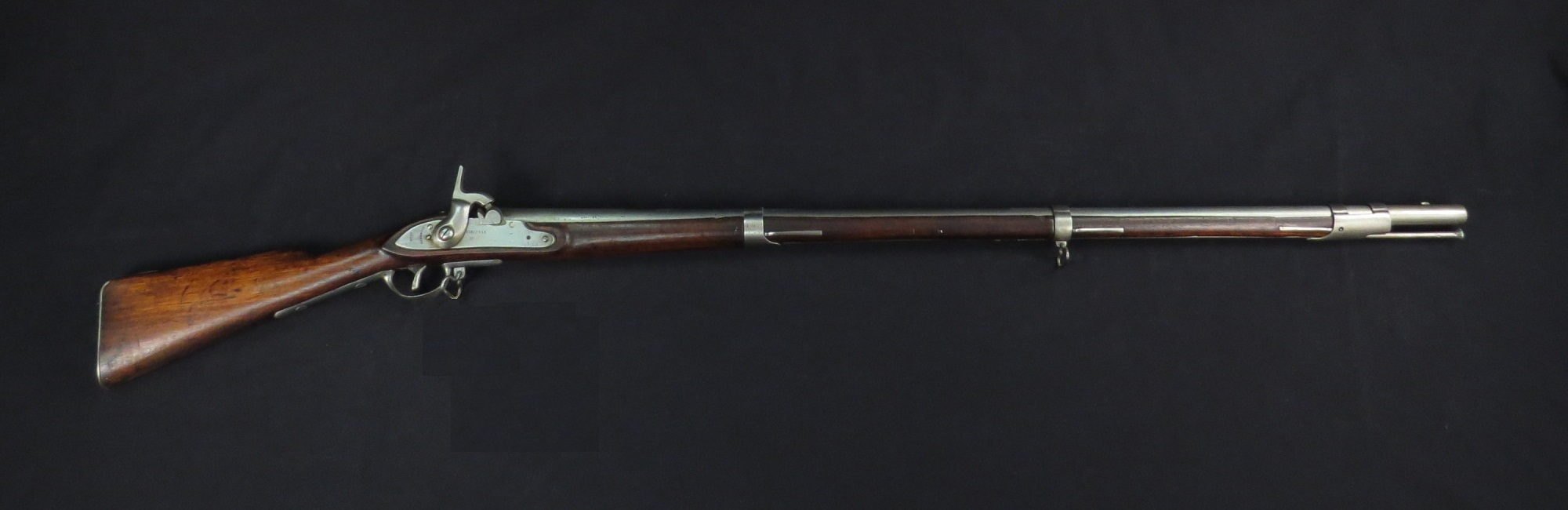
1819 Percussion Conversion Musket

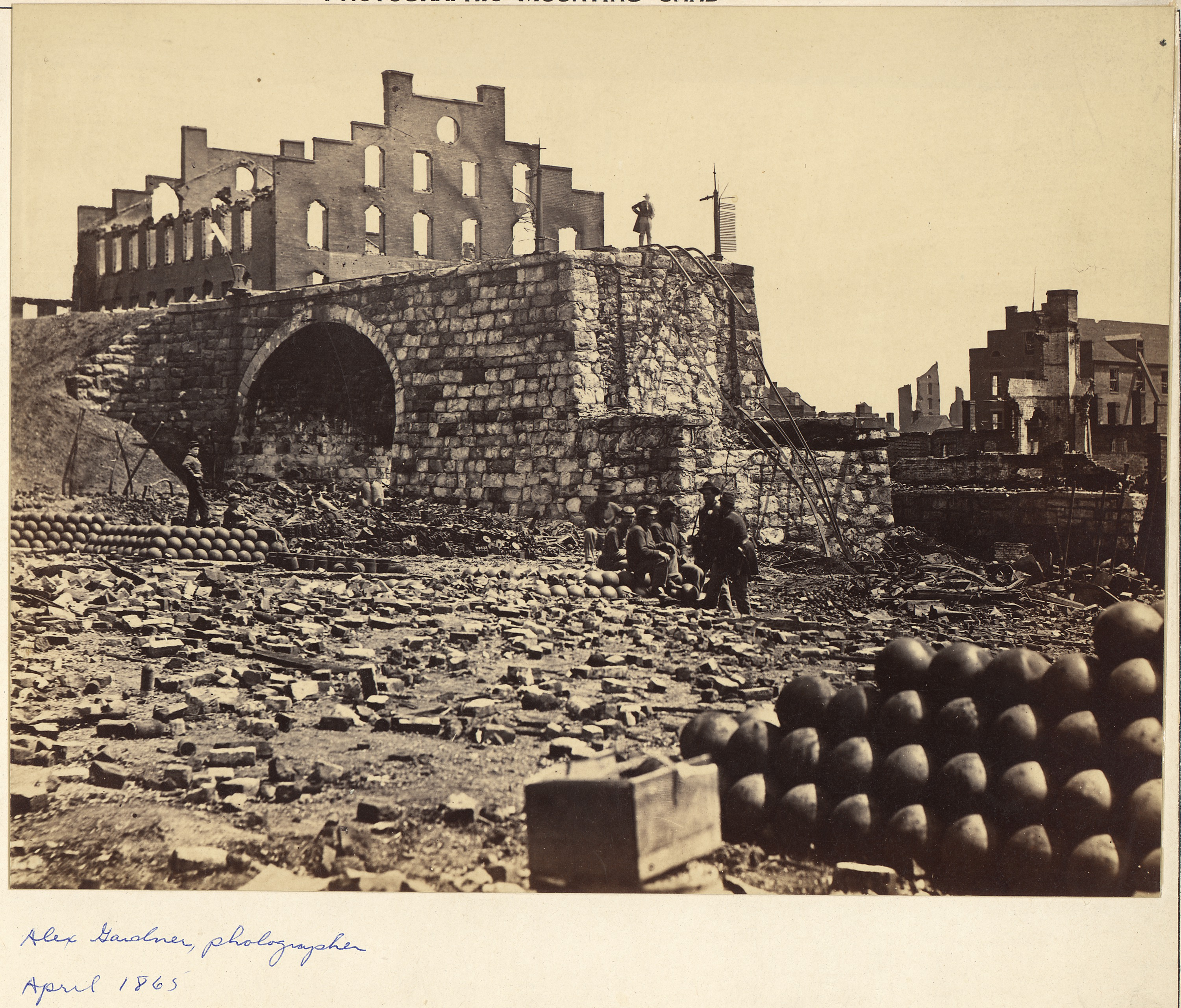
Vista interna das ruínas do Richmond Arsenal onde podem ser vistas várias pilhas de balas de canhão de diferentes calibres.

A Virgínia apropriou fundos em janeiro de 1860 para modernizar a Virginia Manufactory com maquinário para fabricação de armas produzidos na Inglaterra; mas o confronto em Fort Sumter deu início ao "Bloqueio da União" que impediu a entrega das máquinas. Em 1861, a Confederação capturou a cidade de Harper's Ferry, controlada pela União, no oeste da Virgínia, e do Harpers Ferry Armory, lá localizado, tomou posse do maquinário usado para fabricar os mosquetes Springfield Model 1855. O maquinário foi enviado pela "Winchester and Potomac Railroad (W&P)" para Winchester, Virginia, onde foi transferido por carroças sobre o Valley Pike para ser recarregado na "Manassas Gap Railroad (MGRR)" em Strasburg, Virginia para entrega em Richmond.
O edifício "Old State Armory" com o maquinário vindo de Harpers Ferry foi transferido para o controle dos Estados Confederados em junho de 1861. A produção de rifles Richmond começou em outubro de 1861 e continuou até que o suprimento de coronhas de madeira se esgotou em janeiro de 1865.

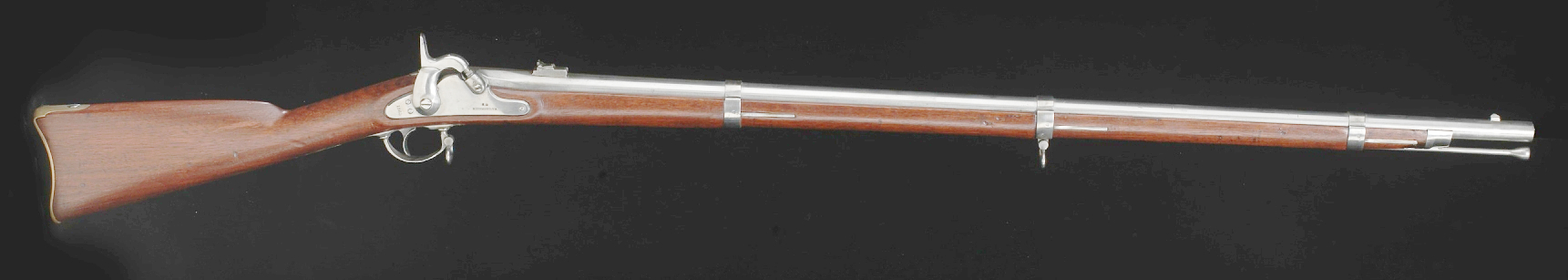
O Rifle Richmond produzido no "Richmond Armory" sob o domínio Confederado.

A maior parte das instalações foi destruída durante o Incêndio de Evacuação de 1865. As máquinas laminadoras sobreviveram à destruição e foram integradas à Tredegar Iron Works após a guerra. Partes do edifício principal do arsenal sobreviveram em ruínas no final do século XIX, até serem finalmente demolidas em 1900.